# Acacia sakalava
Acacia sakalava är en ärtväxtart som beskrevs av Emmanuel Drake del Castillo. Acacia sakalava ingår i släktet akacior, och familjen ärtväxter.

## Underarter
Arten delas in i följande underarter:
- A. s. hispida
- A. s. sakalava